# Faye (Film)
Faye ist ein US-amerikanischer Dokumentarfilm aus dem Jahr 2024 über das Leben und die Karriere der Schauspielerin Faye Dunaway. Regie führte Laurent Bouzereau, der auch einen Großteil der Produktion übernahm.
Der Film feierte seine Weltpremiere am 15. Mai 2024 bei den Filmfestspielen von Cannes in der Cannes Classics Section. Die Premiere auf HBO und Max fand am 13. Juli 2024 statt.

## Prämisse
Der Film untersucht das Leben und die Karriere der Schauspielerin Faye Dunaway. Sie enthüllt auch zum ersten Mal ihre Diagnose einer bipolaren Störung. Die Schauspielerin Sharon Stone und der Schauspieler Mickey Rourke, Regisseur James Gray und Sohn Liam Dunaway O’Neill treten ebenfalls auf.

## Produktion
Regisseur Laurent Bouzereau, ein Fan von Dunaway, ist mit ihrem Sohn befreundet. Die beiden diskutierten, einen Dokumentarfilm über Dunaways Leben und Karriere zu drehen. Es dauerte Jahre, bis Dunaway schließlich davon überzeugt war, das Projekt durchzuführen.

## Kritiken
Auf der Bewertungsaggregator-Website Rotten Tomatoes sind 91 % der 34 Kritiken positiv, mit einer durchschnittlichen Bewertung von 7/10. Der Konsens der Website lautet: „Faye ist eine kompromisslose Feier einer geheiligten Schauspielerin, die für ihre Brillanz und ihre Stürmik bekannt ist. Fans der unvergleichlichen Dunaway müssen sich den Film unbedingt anschauen.“
Metacritic, das einen gewichteten Durchschnitt verwendet, bewertete den Film mit 69 von 100 Punkten, basierend auf 8 Kritikern, was auf „allgemein positive“ Kritiken hinweist.
Pete Hammond von Deadline Hollywood schrieb: „Nachdem Sie diesen Film über ihr Leben gesehen haben, werden Sie neuen Respekt vor diesem großartigen Star empfinden … Ich habe festgestellt, dass ich viele ihrer Filme noch einmal sehen möchte.“
Kevin Maher von The Times gab dem Film vier von fünf Sternen und nannte ihn ein „Muss man gesehen haben“.